# D&D (음악 그룹)
D&D는 1990년대 말, 일본에서 활동하던 여성 그룹이다. 멤버는 오키나와 출신의 OLIVIA와 CHIKA, AYA 3명이며 D&D라는 이름은 "Dance & Dream"의 줄임말로 J-Pop과 유로비트를 접목한 음악으로 인기를 끌었다. 1999년 올리비아가 솔로로 독립하여 나가자 아야와 치카는 “Aya & Chika from D&D”라는 이름으로 2장의 싱글을 발표하였으나 3번째 싱글의 계획이 취소된 후 그룹을 해산하였다.

## 멤버
- OLIVIA - 올리비아 러프킨(Olivia Lufkin), 1979년 12월 9일생, 메인보컬
- Aya - 우에하라 아야(上原あや), 1982년 5월 6일생
- Chikano - 히가 치카노(比嘉千賀乃), 1980년 11월 15일생

## 음반

### 앨범
- [1998.03.18] Love is a Melody ~D&D Memorial 1st~

### 싱글
- [1996.08.21] In Your Eyes
- [1996.11.13] Love is a Melody
- [1997.06.04] Sunshine Hero
- [1997.11.12] Shape Up Love
- [1998.03.04] Brand New Love
- [1998.09.30] Kiss in the Sun (Aya & Chika from D&D)
- [1999.04.28] Rise in My Heart (Aya & Chika from D&D)

### 기타
- [1999.08.11] Power Stone ROUND 1 (#2 Rise in my heart (TV Edit))
- [2003.07.30] avex 15th Anniversary Compilation J-POP Vol.1 (Love is a Melody)
- [2004.08.04] SUPER EUROBEAT Vol.150 (D&D/Aya and Chika megamix)
- [2005.03.30] SUPER EURO GROOVE (Love is a Melody, Kiss in the Sun 유로비트 리믹스)